# Härlanda församling
Härlanda församling är en församling i Göteborgs södra kontrakt i Göteborgs stift. Församlingen ligger i Göteborgs kommun i Västra Götalands län (Västergötland) och ingår i Örgryte pastorat.

## Administrativ historik
Den nutida församlingen bildades 1 januari 1951 genom en utbrytning ur Göteborgs Gamlestads församling och Örgryte församling. 1992 utbröts Björkekärrs församling. Församlingen har sedan bildandet till 2018 utgjort ett eget pastorat med undantag av åren mellan 1992 och 2000 då den var moderförsamling i pastoratet Härlanda och Björkekärr. Från 2018 ingår församlingen i Örgryte pastorat.

## Kyrkor
- Härlanda kyrka

## Areal
Härlanda församling omfattade den 1 januari 1976 en areal av 7,0 kvadratkilometer, varav 6,9 kvadratkilometer land.